# EPF (école d'ingénieurs)
Ne doit pas être confondu avec École polytechnique (France), Domaine des Écoles polytechniques fédérales, EPFL ou EPFZ.
Pour les articles homonymes, voir EPF.
L'EPF (anciennement École polytechnique féminine) est l'une des 204 écoles d'ingénieurs françaises accréditées au 1er septembre 2020 à délivrer un diplôme d'ingénieur.
L’établissement forme des ingénieurs au profil pluridisciplinaire, qui se répartissent dans tous les secteurs de l'industrie et des services. Chaque promotion est composée d'environ 450 étudiants pour la formation généraliste, de formations bi-diplômantes et d'étudiants en apprentissage.
Située à Cachan (Val-de-Marne) depuis 2022, ainsi qu'à Troyes (Aube) depuis 2010, à Montpellier (Hérault) depuis 2012 et à Saint-Nazaire (Loire-Atlantique) depuis 2023, l'EPF est un établissement d'enseignement supérieur privé d'intérêt général reconnu par l’État. L'école est membre de la conférence des grandes écoles (CGE), de l'union des grandes écoles indépendantes (UGEI), de la conférence des directeurs des écoles françaises d'ingénieurs (CDEFI) et de la comUE Université de Champagne.
Issue en 1994 de l'ancienne École polytechnique féminine (qui n'a jamais eu de lien avec l'École polytechnique), fondée en 1925 par Marie-Louise Paris, la fondation EPF est depuis mixte et ne décline plus son sigle.

## Histoire

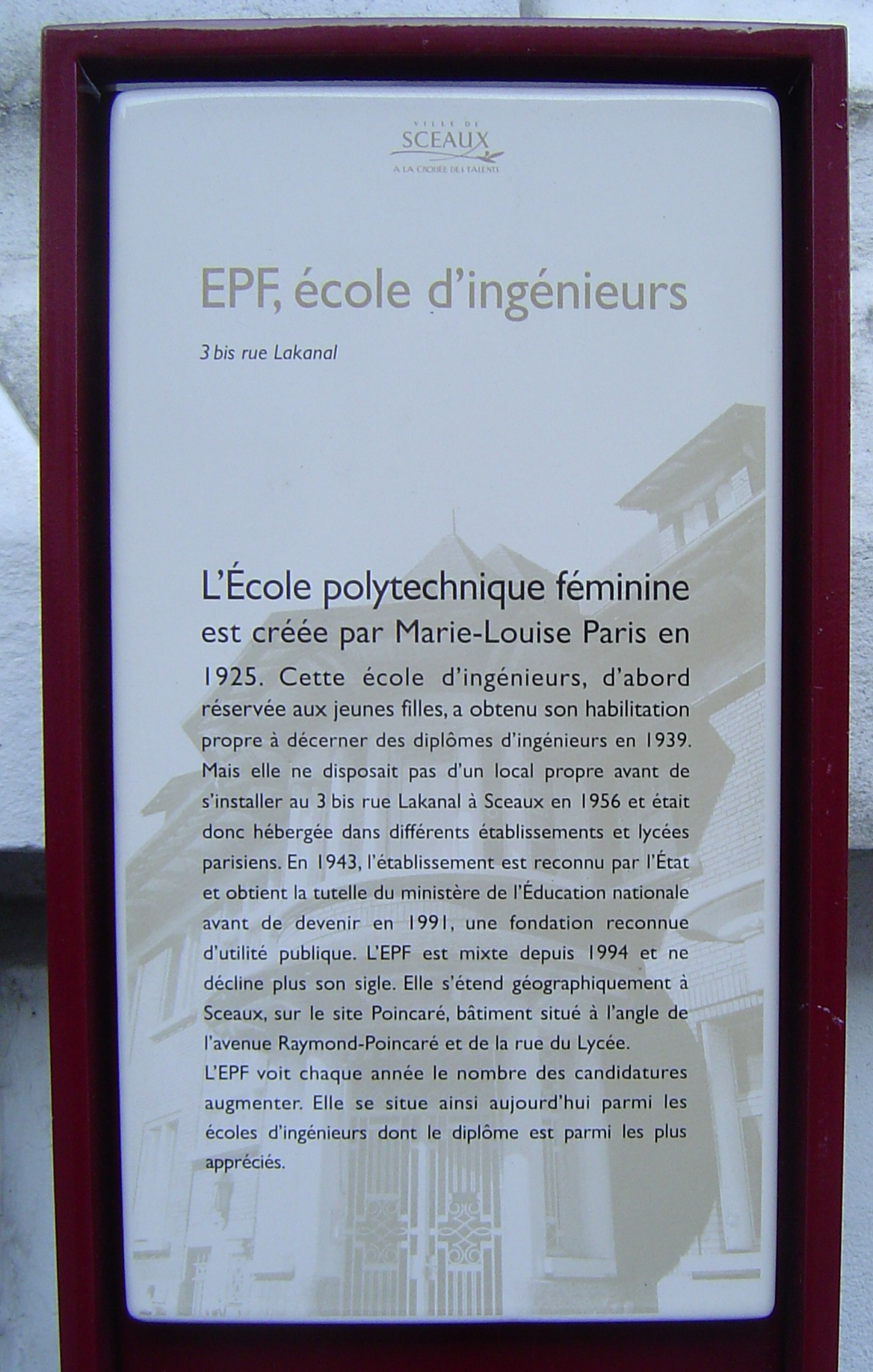
Plaque à l'entrée de l'ancien bâtiment principal de Sceaux.
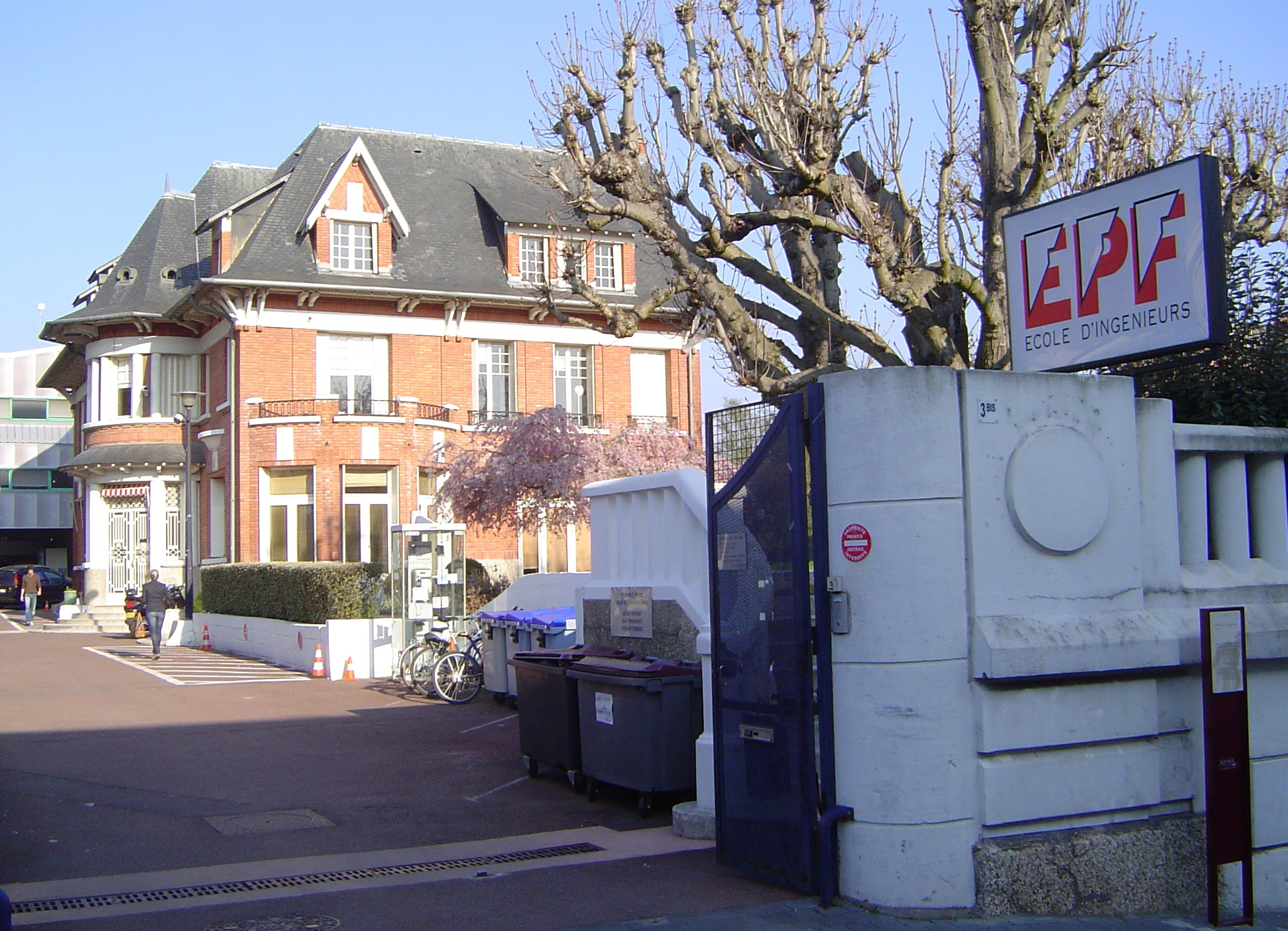
Le bâtiment d'origine, à Sceaux.
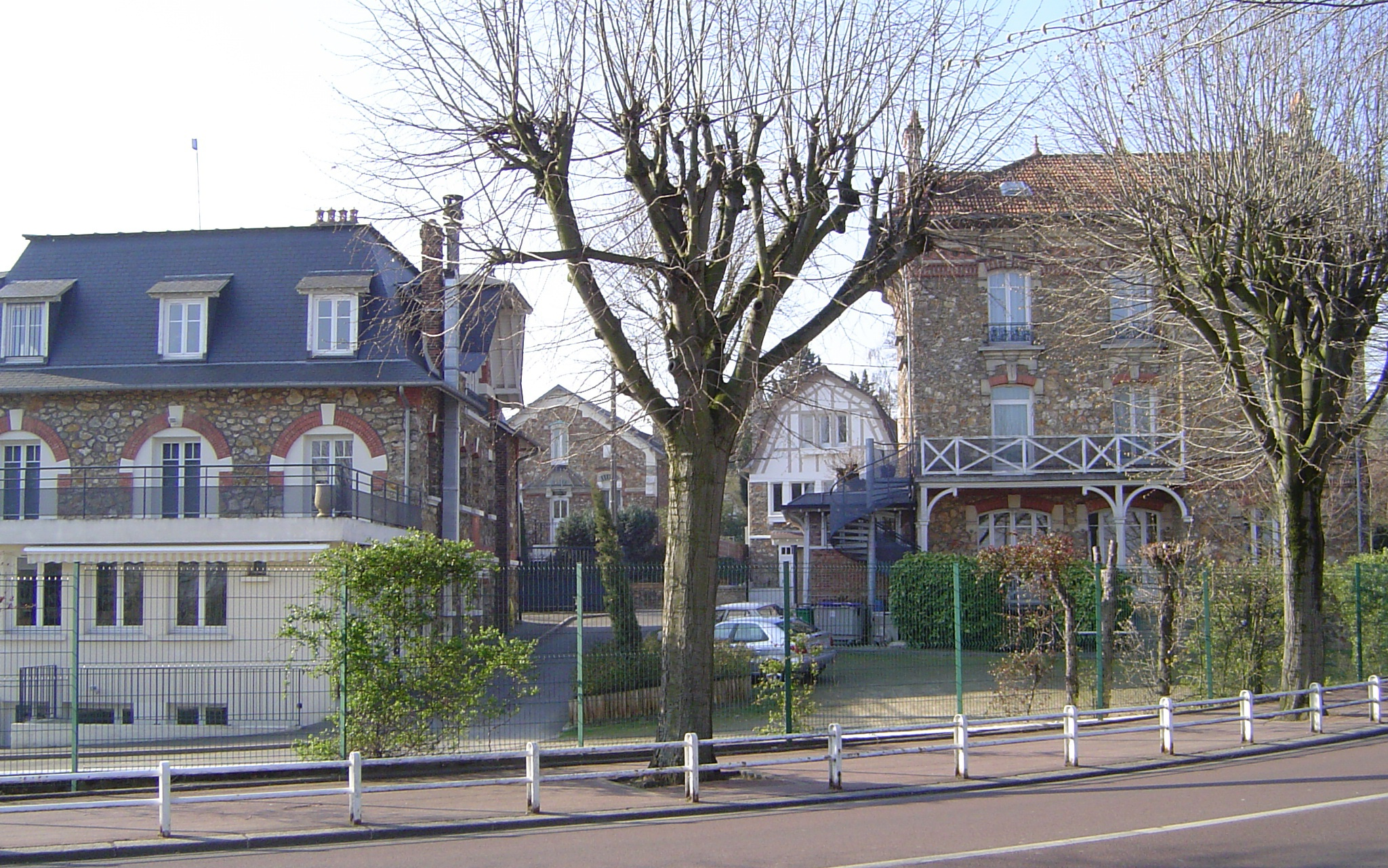
Le nouveau bâtiment scéen, avant déménagement à Cachan.

L'école voit le jour sous le nom d'« Institut électromécanique féminin » (IEF) en 1925, fondée par Marie-Louise Paris, elle-même diplômée de l'Institut d'électrotechnique de Grenoble et de l'ESME Sudria. Elle forme au départ les jeunes filles au diplôme d’ingénieur électromécanicien et comporte également une section courte préparant aux postes de dessinatrice ou d'aide-ingénieur. L'institut est alors hébergé par le Conservatoire national des arts et métiers (CNAM).
L'EPF a joué un rôle important dans l'ouverture du métier d'ingénieur aux femmes : 45 % de femmes ayant obtenu un diplôme d'ingénieur en 1964 étaient issues de l'EPF ; ce chiffre tombe à 5 % en 1989, peu de temps avant l'instauration de la mixité, grâce à l'ouverture de plus en plus grande des autres écoles d'ingénieurs françaises aux femmes[réf. nécessaire].
En 1933, l'IEF devient « École polytechnique féminine » (EPF) par l'ajout d'une section en aéronautique et d'une année supplémentaire d'études. En 1938, elle est habilitée par la commission des titres d'ingénieur (CTI) à délivrer le titre d'ingénieur diplômé et, en 1943, elle est reconnue par l'État.
En 1945, l'école doit quitter le Conservatoire national des arts et métiers. Elle occupe différents lieux, les élèves continuant cependant à suivre le certificat de métallurgie du CNAM : pavillon de Marie-Louise Paris à Villemomble, École centrale, Sup'Aéro, divers lycées parisiens, etc. L'école s'installe à Sceaux en 1956 dans une villa spacieuse, où emménage également sa fondatrice.
En 1976, l'EPF devient membre de la conférence des grandes écoles (CGE). En 1980, l'ingénieure Colette Kreder est appelée par les industriels à la direction de l'EPF, avec pour mission de redresser l'école, qui traverse une époque difficile. Elle mène sa mission à bien, sauvant l'EPF, et reste à sa tête jusqu'en 1994. En 1991, l'école obtient notamment le statut juridique de fondation reconnue d'utilité publique. Puis, en 1993, elle contribue à la création de l'union des grandes écoles indépendantes (UGEI).
En 1987, l’école édifie un bâtiment à l'architecture moderne qui lui ajoute deux amphithéâtres, des salles de cours et un étage de salles informatiques.
À la suite des travaux de Colette Kreder, l'école devient mixte en 1994, lors de la prise de fonction de son successeur Alain Jeneveau, et abandonne son nom d'École polytechnique féminine pour le nom « EPF - École d'Ingénieur ».
L’école ne cesse de s'agrandir au fil des années. Elle acquiert en 1997 le bâtiment d'un ancien lycée et un pavillon voisin, qui deviennent le site Poincaré, et étend en 2003 le site Lakanal par l'achat de la Villa Lycée attenante.
En 2008, Jean-Michel Nicolle, précédemment en poste au Conservatoire national des arts et métiers, prend la direction de l’école.
En 2010 et 2012, l'école ouvre des campus respectivement à Troyes et à Montpellier.

Logo de l'EPF de 2009.

Le 27 novembre 2009, la fondation EPF dépose à l'Institut national de la propriété industrielle un nouveau logotype, qui est publié au Bulletin officiel de la propriété industrielle le 31 décembre 2009.
En avril 2019, l'EPF fait l'acquisition de bâtiments de l'ENS Cachan, devenue École normale supérieure Paris-Saclay à l'occasion de son installation sur le plateau de Saclay. Déménagé en 2022 depuis Sceaux, l'établissement francilien y devient l'EPF Paris-Cachan. Il forme un campus avec l'ECAM et GIM AFORP,, à proximité des écoles partenaires que sont déjà l'ESTP à Cachan et l’ESITC à Arcueil.
En février 2022, l'EPF implante un quatrième campus à Saint-Nazaire. Elle y accueille des étudiants dès 2023.
En septembre 2022, un campus EPF est inauguré à Dakar au Sénégal.
Emmanuel Duflos est nommé directeur général de l’EPF à compter du 20 mars 2023. Il succède ainsi à Jean-Michel Nicolle, en poste depuis 2008. Emmanuel Duflos occupait précédemment le poste de directeur de l’École centrale de Lille entre 2014 et 2023.

## Admission
L'admission à la formation principale de l'EPF se fait après un Bac S ou STI2D via le Concours Avenir Bac (commun à huit écoles, avec ECE, EIGSI, EISTI, ESIGELEC, ESILV, ESITC Caen et ESTACA),. Les classes préparatoires ouvrent l'accès aux élèves issus de Maths spé MP, PSI et PC, via le concours Centrale-Supélec, et PT, via la Banque PT. Les étudiants en Bac +1 à Bac +4 (IUT, formations universitaires, PACES, TSI, BCPST et ATS) peuvent quant à eux intégrer une centaine de places via le Concours Avenir +, et, le cas échéant, via la formation accélérée de la « Passerelle Sigma ». Enfin, des formations en apprentissage sont accessibles après Bac + 2 sur les campus de Paris-Cachan et de Montpellier

## Enseignement
L’établissement forme des ingénieurs au profil pluridisciplinaire, qui se répartissent dans tous les secteurs de l'industrie et des services. Chaque promotion est composée d'environ 450 étudiants pour la formation généraliste, de formations bi-diplômantes et d'étudiants en apprentissage.
L'école propose un cycle de formation de cinq ans (classe préparatoire intégrée) qui se décomposent comme suit :
- les trois premières années correspondant au « Cycle Licence » permettent la découverte des grands domaines d'ingénierie de l'école ;
- la quatrième année, la première du « Cycle Master », débute par un semestre de stage (appelé « stage élève-ingénieur ») puis un semestre de cours consacrés à la filière choisie parmi six domaines : mécanique, environnement, technologies de l'information et de la communication, engineering management, énergie ou urbanisme ;
- la cinquième année est consacrée aux cours d'orientation et conclue par un stage final de type projet de fin d'études.

Les orientations proposées à partir de la quatrième année sont :
- à Paris-Cachan : Aéronautique et espace ; Matériaux et structures durables ; Engineering management ; Ingénierie du numérique ; Ingénierie et santé ;
- à Montpellier : Énergie et environnement ; Data engineering ;
- à Troyes : Ingénierie et architecture durable ; Design industriel durable ; Master of Science Innovation, Creativity & Entrepreneurship (ICE) ;

## Anciens élèves
Les anciens élèves de l'EPF comptent notamment les personnalités suivantes.
- Colette Kreder (EPF 1957), entrepreneuse et féministe française, cofondatrice du réseau Demain la Parité et de l'Association Femmes & Sciences, directrice de l’école de 1980 à 1994.
- Martine Rottier (EPF 1979), judokate française, championne du monde en 1982 et double championne d'Europe en 1975 et 1976, dix fois championne de France en catégorie des moins de 61 kg, chevalière de l’ordre national du Mérite.
- Nelly Trumel (non diplômée), artiste peintre et féministe libertaire française.
- Marie-Anne Clair (EPF 1982), ingénieure française au Centre national d'études spatiales puis directrice du Centre spatial guyanais.
- Aude Bono (EPF 1985), femme politique et physicienne française, députée de l'Aisne.
- Béatrice Piron (EPF 1987), femme politique française, députée de la troisième circonscription des Yvelines depuis le 18 juin 2017.
- Isabelle Mashola (EPF 1988), femme d'affaires française spécialisée dans les technologies de l'information, cofondatrice et dirigeante de la startup Isahit dans le domaine de l'entrepreneuriat social.
- David Ehrenreich (EPF 2002), astrophysicien français, professeur associé à l'université de Genève au sein de l'équipe Exoplanètes de l'Observatoire de Genève et scientifique de la mission CHEOPS.
- Astrid Guyart (EPF 2006), escrimeuse olympique française (fleuret), ingénieure aérospatiale et autrice jeunesse.
- Kevin Escoffier (EPF 2004), navigateur français, gagnant de la Transat Jacques-Vabre 2005 en double, du trophée Jules-Verne en équipage et de la Volvo Ocean Race 2017-2018.
- Alice Finot (EPF 2015), athlète française spécialiste des courses de demi-fond.
- Sandra Dodet (EPF 2019 ?), triathlète française.

### AEPF alumni

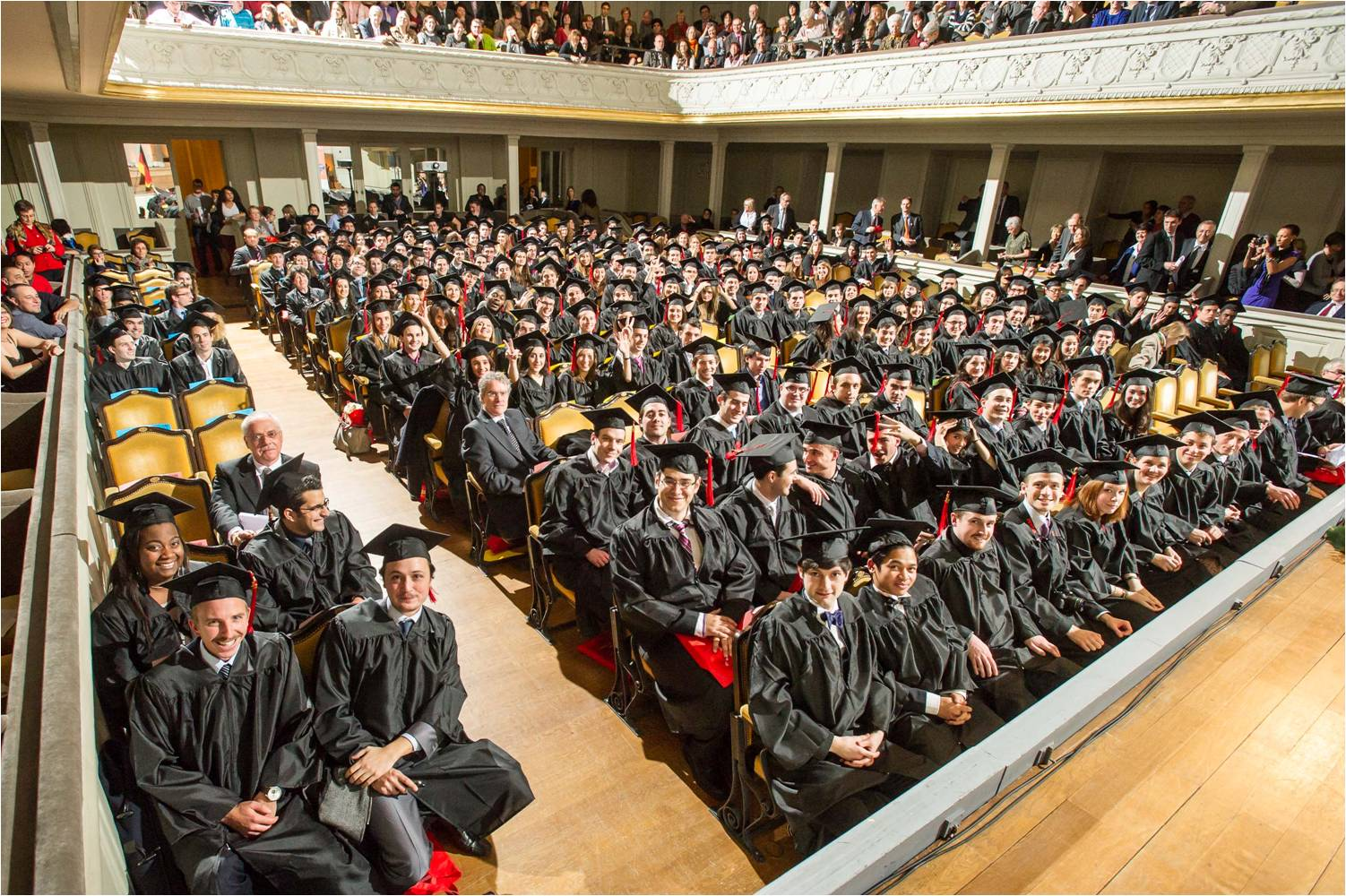
Cérémonie de remise des diplômes.

L'AEPF alumni - Association des Ingénieurs diplômés de l’EPF a pour but de regrouper les anciens élèves de l'EPF - École d'ingénieurs afin d’établir des liens amicaux et professionnels, de promouvoir la formation de l'école et de soutenir les anciens dans leur recherche d'emploi et leur gestion de carrière.
Le réseau des anciens de l'EPF, rassemble plus de 11 500 diplômés (en octobre 2021) répartis dans tous les secteurs de l'industrie et des services.

#### Histoire de l'AEPF
L’association des ingénieurs diplômés de l’EPF a vu le jour le 18 juin 1938 après la reconnaissance par la Commission des titres d'ingénieur de l’Éducation nationale du diplôme décerné par l’école. Les élèves de la promotion sortante se groupent avec quelques anciennes de promotions antérieures pour fonder l’association.
Cette association prend le nom d'« Association des élèves et ancien(ne)s élèves de l’École Polytechnique Féminine ». Le nombre des anciennes élèves déjà sorties étant encore très faible, il est nécessaire de grouper les anciennes élèves et les élèves pour rendre l’association plus représentative. La déclaration de création de l'association est transmise à la préfecture de Police le 21 juin 1938 et publiée au Journal officiel Associations le 20 juillet 1938.
La première assemblée générale se tient le 21 janvier 1939 au Conservatoire national des arts et métiers.
À la suite des événements et de la Seconde Guerre mondiale, l’association tombe en sommeil ; elle reprend ses activités en 1945 grâce à l’action des nouvelles promotions beaucoup plus nombreuses.

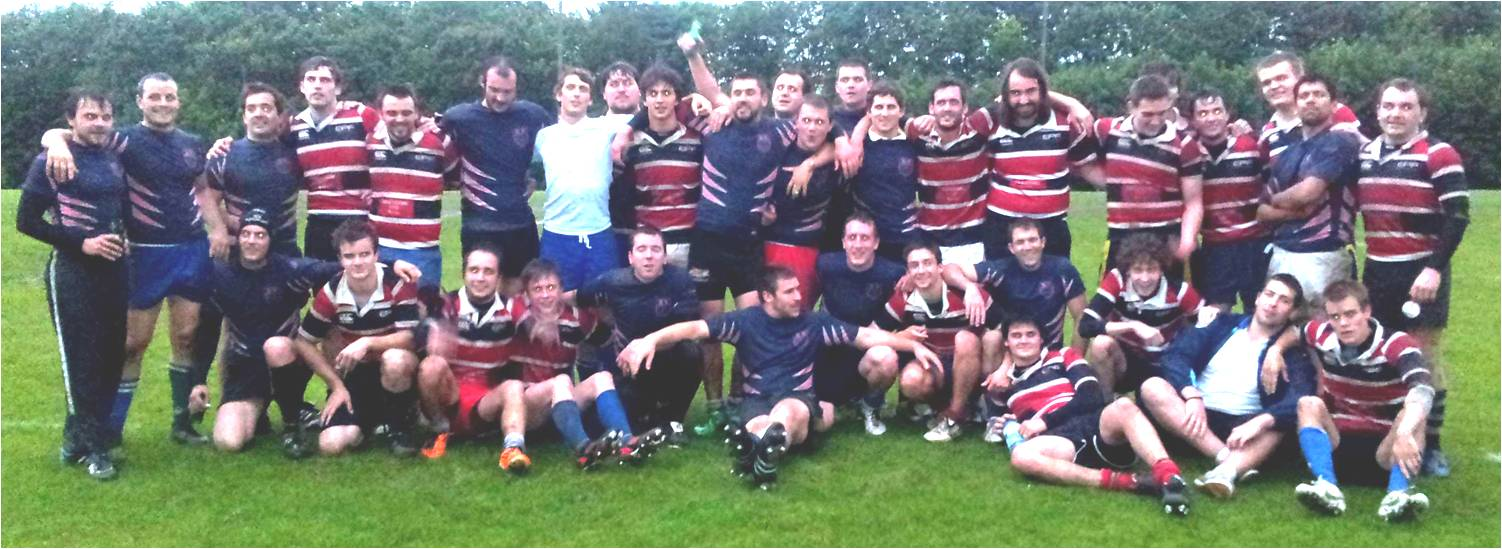
Rugby - Rencontre élèves et anciens peufiens.

Les nouveaux statuts déposés au Journal officiel d'avril 1948 prévoient, à côté des anciennes élèves, un comité des parents d’élèves et amis de l’EPF. Cette disposition ne sera pas maintenue par la suite et, lors de l’assemblée générale extraordinaire réunie en juin 1952 pour la modification des statuts de l’association, celle-ci devient simplement « Association des anciennes élèves de l’EPF » jusqu’à l’assemblée générale de 1991, puis « Association des ingénieurs diplômés de la fondation EPF » lors de celle de 1998, qui a choisi le nouvel intitulé actuel.
L'association s'organise en commissions pour la mise en œuvre des différents moyens pour informer (annuaire, revue, AEPF Flash, AG, ...),, représenter (au sein de la fondation EPF, au sein du conseil de perfectionnement, au sein du CNISF, au sein du groupe des 20, au sein d'organisations féminine et à divers colloques, tables rondes, congrès et débats relatifs au monde des ingénieurs) et proposer des services aux anciens EPF (carrière et emplois, conseil financier, adhésion au CNISF, enquêtes...).